# وست پوینت (آیووا)
وست پوینت (به انگلیسی: West Point) شهری در ایالت آیووا کشور ایالات متحده آمریکا است که جمعیت آن در سرشماری سال ۲۰۱۰ میلادی، ۹۶۶ نفر بوده‌است.